# Diecezja Tournai

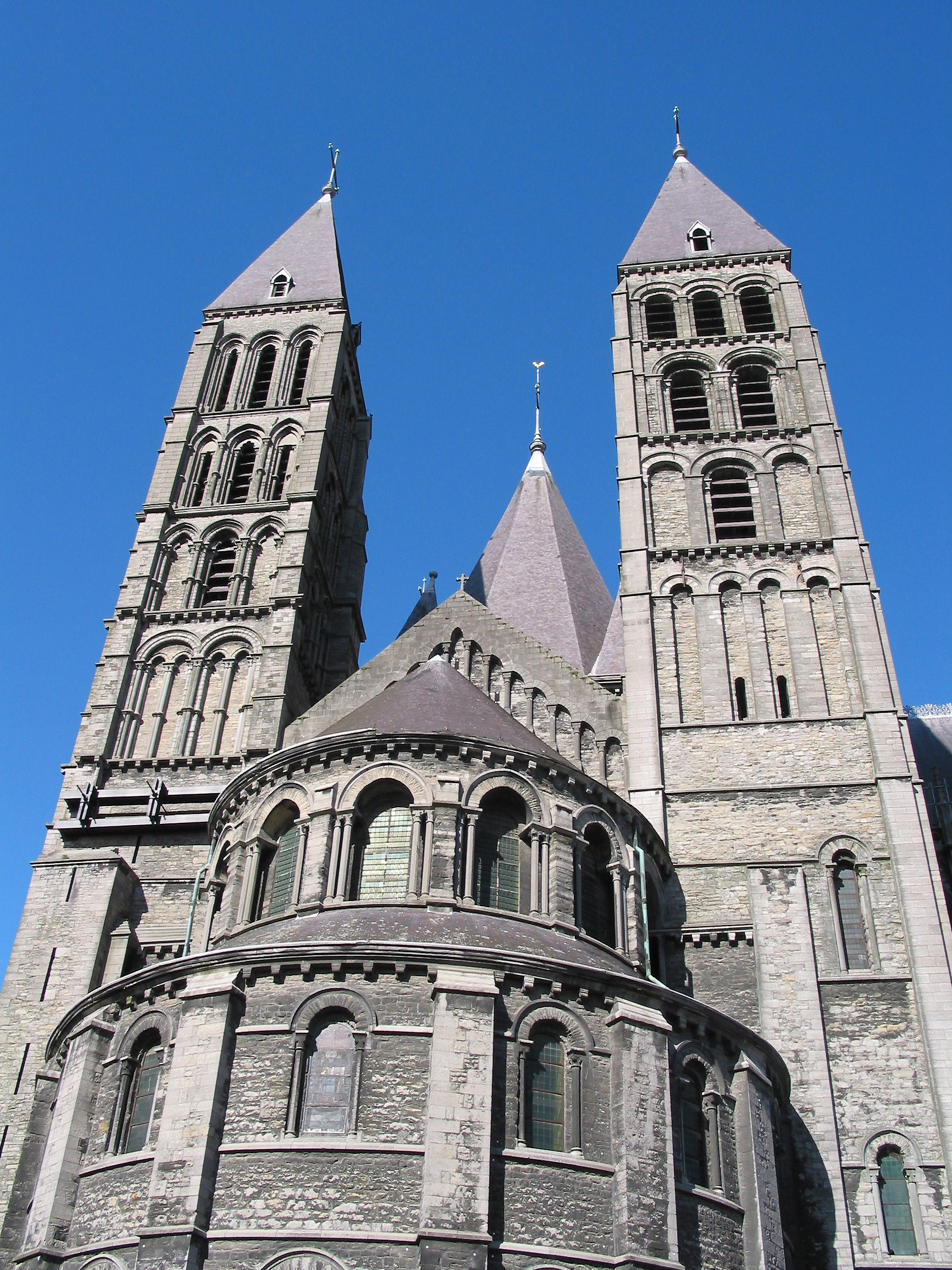
Katedra katolicka w Tournai

Diecezja Tournai (łac.: Dioecesis Tornacensis) – najstarsza katolicka diecezja belgijska położona w południowej części kraju, obejmująca swoim zasięgiem prowincję Hainaut. Siedziba biskupa znajduje się w katedrze Notre-Dame w Tournai.

## Historia
- VI w. – założenie diecezji Tournai z inicjatywy rządzącej w Państwu Franków dynastii Merowingów, będącej sufraganią archidiecezji Reims.
- 626 r. – zmiana nazwy biskupstwa na diecezję Tournai-Noyon.
- 1146 r. – powrót do dawnej nazwy diecezji.
- 1559 r. – reorganizacja struktury Kościoła katolickiego w Niderlandach, w wyniku której odłączono z terytorium diecezji część parafii na rzecz nowo powstałych diecezji: gandawskiej, brugijskiej i Ypres.
- 1801 r.: podporządkowanie biskupstwa metropolii mecheleńskiej.

## Główne świątynie
- Katedra Notre-Dame w Tournai
- Bazylika Matki Bożej Dobrej Nadziei w Vellereille-les-Brayeux
- Bazylika Matki Bożej z Bonsecours w Bon-Secours
- Bazylika Matki Bożej w Tongre-Notre-Dame

## Patroni
- św. Eleutherius (455/6-531/2) – święty, pierwszy biskup Tournai